# Комунизам за 20 година
„Комунизам за 20 година“ био је слоган који је изнео Никита Хрушчов на 22. конгресу Комунистичке партије Совјетског Савеза 1961. године. Хрушчовов цитат из његовог говора на Конгресу био је из ове фразе: „Ми се строго руководимо научним прорачунима. А рачунице показују да ћемо за 20 година изградити углавном комунистичко друштво“.
Хрушчов је у свом говору обећао да ће комунизам бити изграђен „у главном” до 1980. године. Његова тврдња да ће „садашња генерација совјетских људи живети под комунизмом“ била је последња фраза Трећег програма КПСС, који је усвојен на конгресу.
„[Нешто] ће преживети векове“ је популарни руски клише. Потоњи политички слоган приписује се писцу говора Кремља Елизару Кускову, који је наводно изрекао „овај слоган преживеће векове“, изражавајући циничан став о томе да ли се циљ заиста може постићи.